# フリードリヒ・アウグスト2世 (ザクセン王)
フリードリヒ・アウグスト2世（Friedrich August II.、1797年5月18日 - 1854年8月9日）は、ザクセン王国の第3代国王（在位：1836年 - 1854年）。ザクセン王太子マクシミリアン（1759年 - 1838年）の長男で、初代ザクセン王フリードリヒ・アウグスト1世、第2代ザクセン王アントンの甥。

## 生涯
1797年5月18日にピルニッツで、ザクセン選帝侯フリードリヒ・クリスティアンの五男マクシミリアンとその最初の妻であったパルマ公フェルディナンドの娘カロリーナの第三子として生まれた。
1819年9月26日にフリードリヒ・アウグストはオーストリア皇帝フランツ1世の皇女カロリーネ・フェルディナンデ（1801年 - 1832年）と結婚した。さらにカロリーネと死別した後の1833年4月24日にバイエルン王マクシミリアン1世の王女マリア・アンナと再婚した。しかし2人の妃との間に子供は生まれなかった。
1830年9月、フランスで起きた7月革命の影響でザクセンに革命騒乱が発生した際、父マクシミリアンから王太子の地位を譲られた。1831年に伯父のザクセン王アントンによって摂政に任命され、アントンが1836年に死去すると王位に即いた。フリードリヒ・アウグスト2世は憲法を制定するなど、はじめは自由主義的な姿勢をとったが、1848年革命（3月革命）が勃発すると態度を変え、1848年4月28日には議会を解散した。これは五月蜂起を招いたものの、暴動は速やかに鎮圧された。
1842年10月にイギリスからガーター勲章を授与され、フリードリヒ・アウグスト2世はイギリス代表の第2代ウィルトン伯爵トマス・エジャートンにルーの王冠勲章を授与した。1844年6月13日、王立協会王族フェローに選出された。
フリードリヒ・アウグスト2世は、馬車事故による怪我が原因で1854年8月9日にカッレーステン（ティロル州イムスト郡）にて死去した。王位は弟のヨハンが嗣いだ。